# Zelda Barron
Zelda Barron (geboren 31. März 1929 in Cheetham, Manchester als Zelda Ruth Solomons; gestorben 14. August 2006 in Irland) war eine britische Filmproduzentin, Drehbuchautorin und Regisseurin.
Sie wurde als fünftes von sechs Kindern geboren. Ihre Familie bestand aus dem jüdischen, in Russland geborenen Vater, der als Schneider arbeitete, und der Mutter, die selbst aus einer wohlhabenden englischen Familie stammte.
Eigentlich wollte sie an einer Universität studieren, jedoch drängten ihre Eltern sie zum Besuch einer Sekretariatsschule.
1953 arbeitete sie als Sekretärin in der britischen Filmindustrie und heiratete den britischen Schauspieler Ron Barron.
In den 1960er Jahren arbeitete Zelda Barron als Script Supervisor bei Woodfall Film Productions an Filmen wie If … und Isadora mit und wurde anschließend für ihr Talent als Script Doctor in Filmen wie Reds und Yentl anerkannt.
Unter Skreba Productions, die sie zusammen mit Simon Relph und Ann Skinner gründete, arbeitete sie an ihren eigenen Filmen, die sie schrieb und inszenierte, wie zum Beispiel Secret Places.
Als bei ihr die Alzheimer-Krankheit diagnostiziert wurde, zog sie sich vom Filmemachen zurück.
Barron starb 2006 im Alter von 77 Jahren in Irland.